# Rupanyup
 (septembre 2020).
Rupanyup est une ville à l'ouest de l'État du Victoria en Australie à 244 km au nord-ouest de Melbourne dans le comté de Yarriambiack. Elle est située dans le Wimmera et compte 536 habitants en 2016.